# Olympische Sommerspiele 1948/Teilnehmer (Birma)
| Gelbes Symbol für Goldmedaillen mit stilisierten Olympischen Ringen | Graues Symbol für Silbermedaillen mit stilisierten Olympischen Ringen | Braundes Symbol für Bronzemedaillen mit stilisierten Olympischen Ringen |
| ------------------------------------------------------------------- | --------------------------------------------------------------------- | ----------------------------------------------------------------------- |
| —                                                                   | —                                                                     | —                                                                       |

Birma, das heutige Myanmar, nahm an den Olympischen Sommerspielen 1948 in London, Vereinigtes Königreich, mit einer Delegation von vier Sportlern (allesamt Männer) teil. Es war die erste Teilnahme an Olympischen Spielen überhaupt.

## Teilnehmer nach Sportarten

### Boxen
- Maung Myo Thant
Fliegengewicht: 9. Platz

- Hardy Saw
Bantamgewicht: 9. Platz

### Gewichtheben
- Win Maung
Bantamgewicht: 15. Platz

### Leichtathletik
- Maung Sein Pe
100 Meter: Vorläufe
200 Meter: Vorläufe